# Earl Thomas
Earl Thomas III (Orange, 7 maggio 1989) è un ex giocatore di football americano statunitense che ha militato nel ruolo di free safety nella National Football League (NFL). Fu scelto nel corso del primo giro (14º assoluto) del Draft NFL 2010 dai Seattle Seahawks. Al college ha giocato a football con i Texas Longhorns. Faceva parte della celebre linea secondaria dei Seahawks denominata Legion of Boom.

## Carriera professionistica

### Seattle Seahawks
Nel Draft 2010, Thomas fu selezionato come 14ª scelta assoluta dai Seattle Seahawks. Il 31 luglio 2010 firmò un contratto di 5 anni per un valore complessivo di 21,1 milioni di dollari, di cui 12,31 milioni garantiti.

#### Stagione 2010

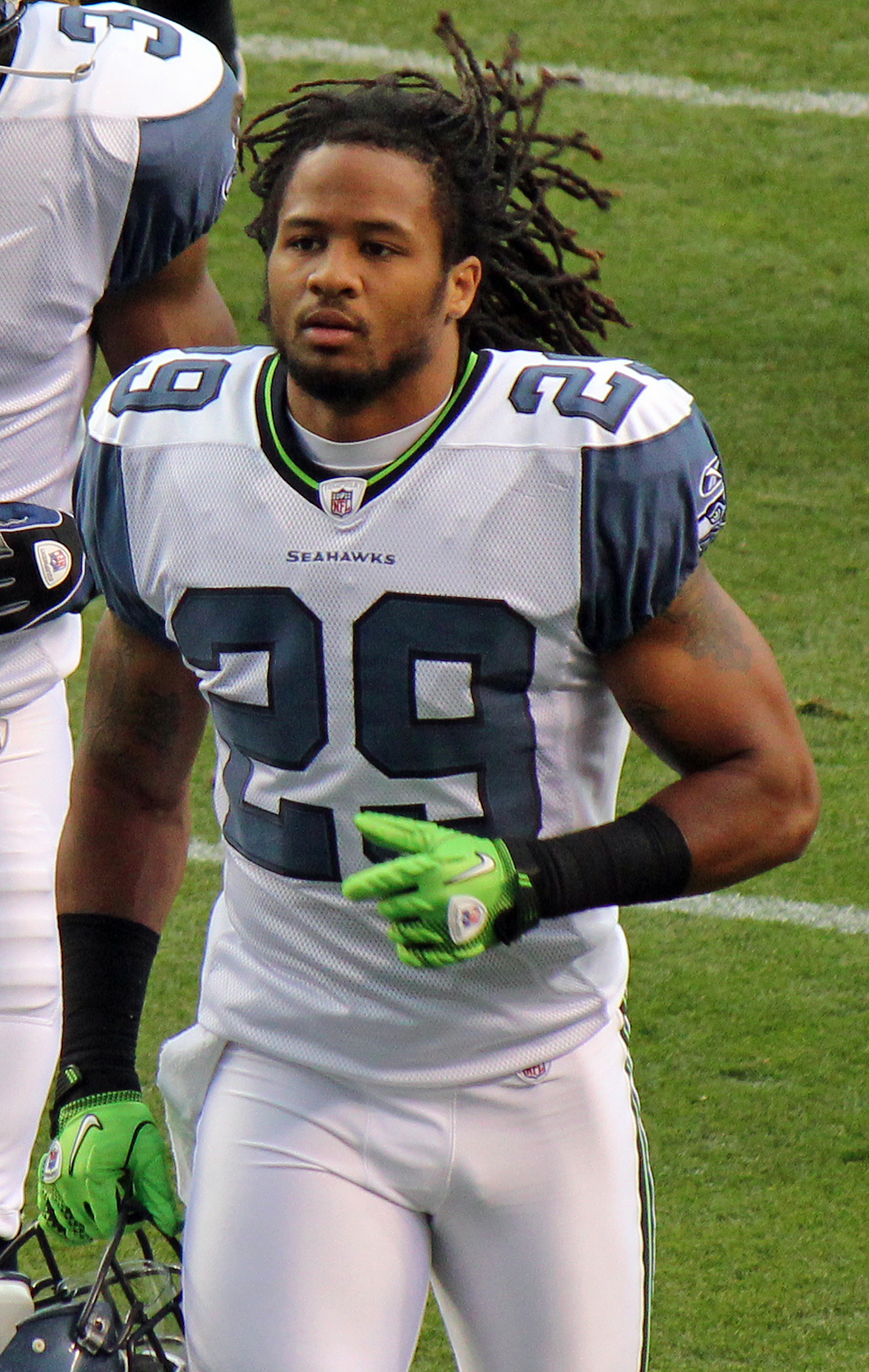
Thomas nel 2011

Thomas debuttò nella NFL il 12 settembre 2010 contro i San Francisco 49ers indossando la maglia numero 29. Il 26 settembre 2010 nella gara della settimana 3 contro i San Diego Chargers intercettò due passaggi del quarterback Philip Rivers, uno dei quali sigillò la vittoria 27-20 per i Seattle Seahawks. La sua annata di debutto terminò con 76 tackle, un fumble forzato e 5 intercetti, contribuendo a far raggiungere ai Seahawks i playoff, dove nel primo turno eliminarono i New Orleans Saints.

#### Stagione 2011
Nella stagione regolare 2011, Thomas fu uno dei migliori, se non il migliore, giocatore della difesa dei Seahawks. Seattle finì al secondo posto tra le squadre della lega nelle giocate da 20 yard concesse, soprattutto grazie al lavoro di Thomas come high safety, in cui difese una grossa porzione di campo. La sua grande stagione gli fece guadagnare la prima convocazione in carriera per il Pro Bowl, venne inserito nella seconda formazione ideale della stagione e votato al 66º posto nella NFL Top 100, l'annuale classifica dei migliori cento giocatori della stagione.

#### Stagione 2012
Nella settimana 6, i Seahawks rimontarono 13 punti ai New England Patriots portandosi su un record di 4-2 con Thomas che mise a segno il primo intercetto stagionale su Tom Brady. Nella settimana 8, i Seahawks scesero a un record di 4-4 perdendo all'ultimo minuto contro i Detroit Lions con Thomas che mise a referto un intercetto su Matthew Stafford.
Nella settimana 15 la squadra inflisse 50 punti ai Buffalo Bills assicurandosi, con la nona vittoria stagionale, il primo record positivo dalla stagione 2007. Thomas nell'incontro intercettò Ryan Fitzpatrick e ritornò il pallone per 35 yard in touchdown. Il 26 dicembre fu convocato per il secondo Pro Bowl in carriera. Il 12 gennaio 2013 fu inserito per la prima volta nel First-team All-Pro.
Il 6 gennaio 2013, nel primo turno di playoff, Thomas mise a segno un intercetto su Robert Griffin III nella vittoria sui Washington Redskins. Un altro intercetto lo fece registrare la settimana successiva su Matt Ryan ma i Seahawks furono eliminati dalla squadra col miglior record della NFC, gli Atlanta Falcons. A fine stagione fu classificato ancora al numero 66 nella classifica dei migliori cento giocatori della stagione.

#### Stagione 2013
Nella prima gara della stagione, vinta contro i Carolina Panthers, Thomas guidò i Seahawks con 10 tackle e forzò un fondamentale fumble su DeAngelo Williams nei pressi della propria end zone. La settimana successiva, i Seahawks ottennero una netta vittoria contro i 49ers con Thomas che fece registrare il primo intercetto stagionale su Colin Kaepernick. Nella settimana 4 forzò un fumble e mise a segno un intercetto nella vittoria ai supplementari sugli Houston Texans, coi Seahawks che partirono per la prima volta nella loro storia con un record di 4-0. Il terzo intercetto del 2013 lo mise a referto nella vittoria della settimana 6 sui Tennessee Titans. La settimana successiva, con la vittoria sui Cardinals, i Seahawks partirono per la prima volta nella loro storia con un record di 6-1: Thomas concluse la gara con 6 tackle e il quarto intercetto stagionale.
Nella settimana 15, i Seahawks si aggiudicarono matematicamente la NFC West division battendo 23-0 i New York Giants al MetLife Stadium, la prima volta che la franchigia avversaria non riuscì a segnare alcun punto in casa dal settembre 1995. Thomas concluse la gara con 4 tackle e il suo quinto intercetto del 2013. Nell'ultima gara della stagione i Seahawks batterono i Rams in casa terminando con un record di 13 vittorie e 3 sconfitte, il migliore della storia della franchigia a pari merito con quello del 2005, assicurandosi il primo posto nel tabellone della NFC e la possibilità di qualificarsi direttamente al secondo turno dei playoff. Thomas concluse la stagione regolare con i nuovi primati in carriera per tackle (105) e intercetti (5), venendo premiato con la terza convocazione al Pro Bowl in carriera e inserito nuovamente nel First-team All-Pro. Si classificò inoltre al terzo posto nel premio di difensore dell'anno.
Nel divisional round dei playoff vinto in casa contro i Saints, Thomas trascinò i Seahawks con 11 tackle e limitò il tight end avversario Jimmy Graham (che quell'anno aveva guidato la NFL con 16 touchdown su ricezione) a una sola ricezione in tutta la gara. La settimana successiva, nella finale della NFC, i Seahawks in casa batterono gli odiati rivali di division dei 49ers qualificandosi per il secondo Super Bowl della loro storia, in una gara in cui Earl fece registrare sei tackle.
Il 2 febbraio 2014, nel Super Bowl XLVIII contro i Denver Broncos, Seattle dominò sin dall'inizio della partita, vincendo per 43-8. Thomas si laureò campione NFL mettendo a segno 7 tackle in una gara in cui la difesa di Seattle annullò l'attacco dei Broncos che nella stagione regolare aveva stabilito il record NFL per il maggior numero di punti segnati.

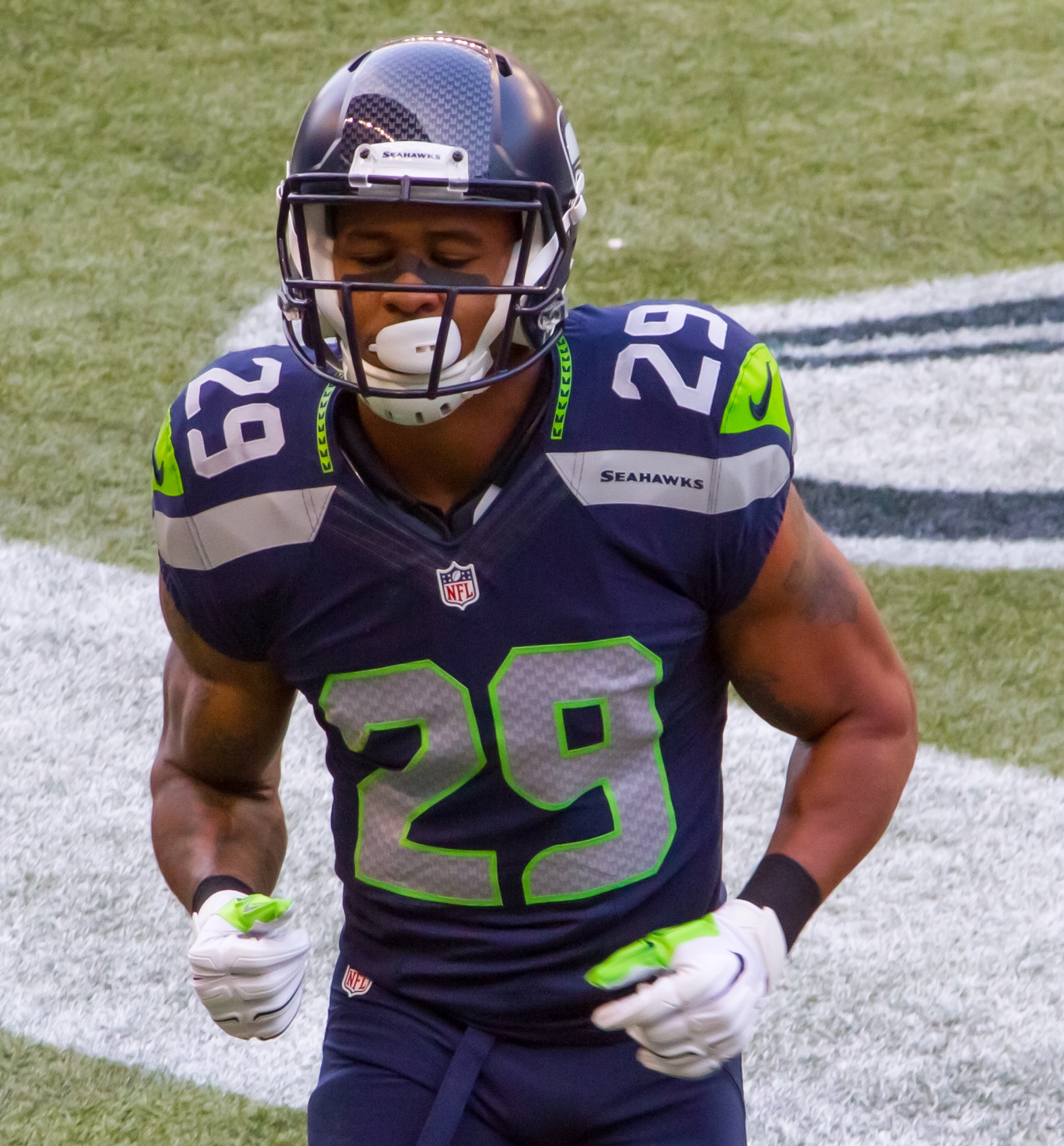
Thomas nella pre-stagione 2014.

A fine anno, Earl fu votato al 17º posto nella NFL Top 100 dai suoi colleghi, quarantanove posizioni in più rispetto all'annata precedente

#### Stagione 2014
Il 28 aprile 2014, Thomas firmó con Seattle un rinnovo contrattuale quadriennale del valore di 40 milioni di dollari, inclusi 27 milioni garantiti, che lo rese la safety più pagata della NFL. Con la partenza di Golden Tate ai Lions, fu scelto come nuovo punt returner della squadra. L'esperimento durò però il tempo di una sola partita poiché nella prima gara dell'anno contro i Packers, in due ritorni, Thomas perse un fumble nel primo e si prese un rischio non necessario nell'altro. Il primo intercetto stagionale lo mise a segno nella settimana 10 su Eli Manning nella end zone, ritornandolo fino a metà a campo, in quella che fu la terza vittoria consecutiva di Seattle. Nell'ultima partita della stagione, Seattle batté in casa i Rams assicurandosi per il secondo anno consecutivo la vittoria del titolo di division e il vantaggio del fattore campo per tutti i playoff della NFC, in una gara conclusa da Thomas con un primato stagionale di 12 tackle oltre a un fumble forzato che salvò la squadra da un sicuro touchdown. A fine stagione fu convocato per il quarto Pro Bowl in carriera e inserito nel First-team All-Pro.
Il 10 gennaio 2015. nel secondo turno di playoff, Seattle ospitò i Panthers battendoli per 31-17 e qualificandosi per la finale della NFC. Thomas concluse la gara guidando la sua squadra con 11 tackle e forzando un fumble. Otto giorni dopo si slogò una spalla ma, dopo avere perso alcuni minuti di gioco, riuscì a tornare in campo nella vittoria ai supplementari sui Packers che qualificò i Seahawks per il secondo Super Bowl consecutivo, poi perso contro i New England Patriots.

#### Stagione 2015
A causa degli infortuni sostenuti nei playoff dell'anno precedente, Thomas saltò il training camp e l'intera pre-stagione nel 2015. Riuscì tuttavia ad essere in campo nella gara di debutto, in cui mise a segno nove placcaggi e forzò un fumble. Il primo intercetto lo fece registrare su Andy Dalton dei Bengals nel quinto turno. Il 18 ottobre, nella gara contro i Panthers, terminò con un primato personale di quattro passaggi deviati. Il quarto intercetto in stagione fu nella vittoria della settimana 13 in casa dei Vikings, il ventesimo in carriera. A fine anno, Thomas fu convocato per il quinto Pro Bowl consecutivo dopo avere guidato la squadra con 5 intercetti ed essersi classificato secondo con 8 passaggi deviati. Per il quarto anno consecutivo, i Seahawks terminarono con la miglior difesa della lega, un fatto mai accaduto prima dalla fusione AFL-NFL del 1970.

#### Stagione 2016
Il primo intercetto del 2016, Thomas lo fece registrare nella vittoria della settimana 5 sui New York Jets. Nel corso della settimana 8 contro i New Orleans Saints recuperò un fumble e lo ritornò per 34 yard in touchdown. Per festeggiare abbracciò un arbitro, il giudice di linea Alex Kemp, venendo sanzionato per condotta antisportiva. I Saints tuttavia vinsero 25-20 dopo diverse chiamate arbitrali controverse a sfavore di Seattle. Nell'undicesimo turno, Thomas subì un infortunio contro gli Eagles che lo costrinse a saltare la gara successiva contro i Buccaneers, la prima assenza della sua carriera professionistica. Tornato in campo nella settimana 13 contro i Carolina Panthers, si fratturò una tibia nel corso del secondo quarto, chiudendo la sua stagione. Poco dopo l'infortunio, scrisse nel suo account di Twitter di stare considerando l'ipotesi del ritiro.

#### Stagione 2017

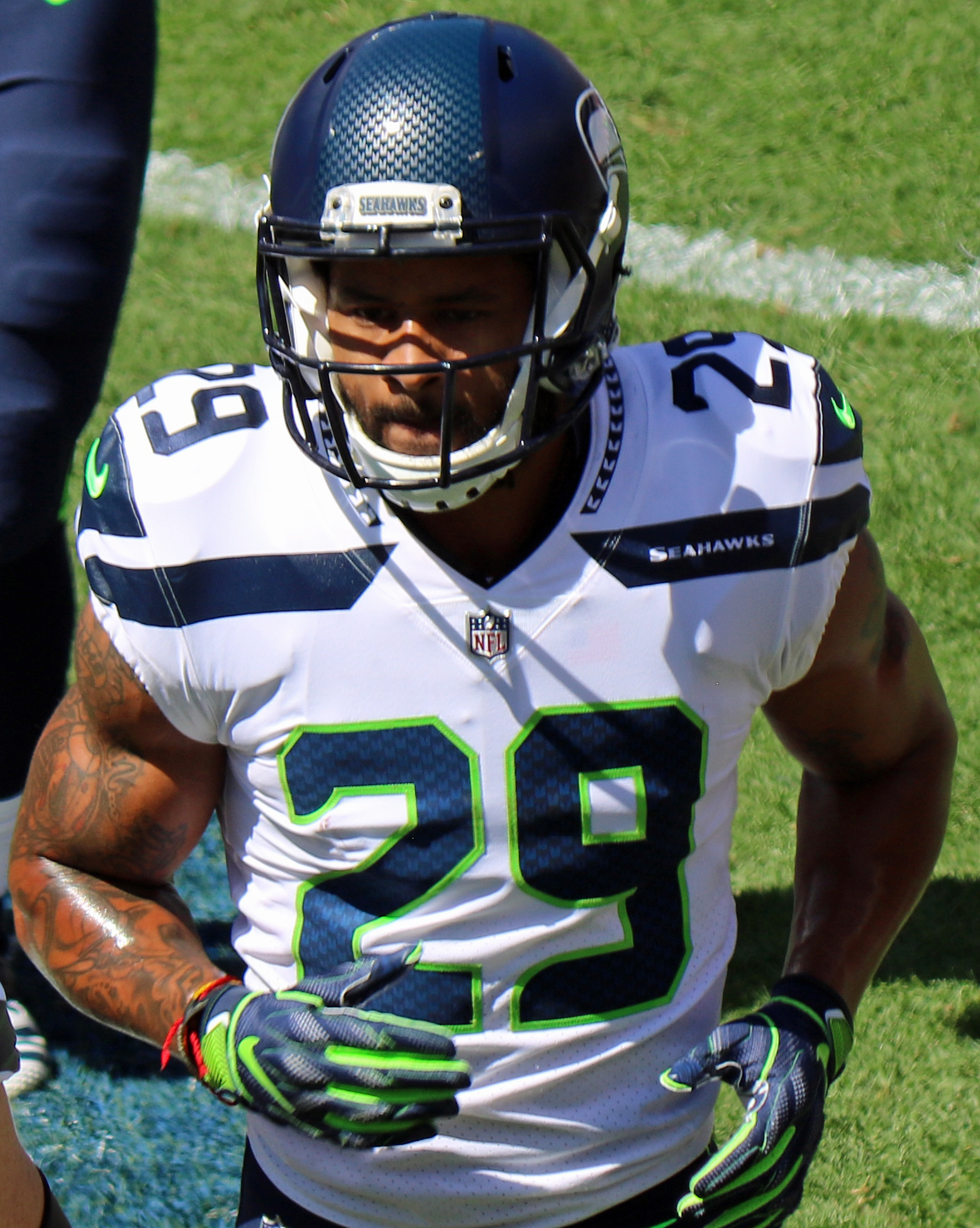
Thomas nella prima gara della stagione 2018 a Denver

Malgrado le dichiarazioni precedenti, Thomas fu regolarmente in campo per l'inizio della stagione 2017. Una delle migliori prestazioni dell'anno la disputò nella settimana 5 in cui mise a segno un intercetto su Jared Goff e forzò un fumble su Todd Gurley salvando la squadra da un sicuro touchdown, coi Seahawks che espugnarono il Los Angeles Coliseum per 16-10. Dopo quella prova fu premiato come difensore della settimana della NFC. Il secondo intercetto fu nell'ottavo turno sul rookie degli Houston Texans Deshaun Watson che ritornò per 78 yard in touchdown nel primo quarto impattando la partita, vinta poi da Seattle in rimonta. A fine stagione fu convocato per il suo sesto Pro Bowl e inserito nel Second-team All-Pro. Seattle invece, malgrado un record di 9-7, terminò al secondo posto nella division non qualificandosi per i playoff per la prima volta dal 2011.

#### Stagione 2018
Dopo una disputa contrattuale durata l'intera estate, Thomas fu regolarmente in campo nel primo turno della stagione 2018 in cui mise subito a segno un intercetto nel primo tempo su Case Keenum dei Broncos. Due settimane dopo ne fece registrare due, con due passaggi deviati, su Dak Prescott dei Dallas Cowboys, la squadra a cui era stato accostato più spesso nel corso dell'estate precedente. Sette giorni dopo la sua stagione si interruppe bruscamente a causa della frattura alla gamba sinistra subita contro gli Arizona Cardinals. Mentre veniva trasportato fuori in barella, Thomas mostrò il dito medio alla panchina e ai tifosi di Seattle.

### Baltimore Ravens
Il 13 marzo 2019 Thomas firmò un contratto quadriennale del valore di 55 milioni di dollari con i Baltimore Ravens. Il 20 ottobre tornò per la prima volta a Seattle da avversario mettendo a segno 5 tackle nella vittoria esterna per 30-16. A fine stagione fu convocato per il suo settimo Pro Bowl dopo avere fatto registrare 49 tackle, 2 intercetti e i primi 2 sack in carriera. Nel divisional round dei playoff guidò la squadra con 7 tackle e mise a segno un sack su Ryan Tannehill nella sconfitta per 28-12.
Il 21 agosto 2020, Thomas prese a pugni il compagno Chuck Clark durante un allenamento, dal quale fu cacciato. I Ravens svincolarono il giocatore due giorni dopo per condotta negativa all'interno della squadra.

## Palmarès

### Franchigia
- Super Bowl : 1

Seattle Seahawks: Super Bowl XLVIII
- National Football Conference Championship: 2

Seattle Seahawks: 2013, 2014

### Individuale
- Convocazioni al Pro Bowl: 7

2011, 2012, 2013, 2014, 2015, 2017, 2019
- First-team All-Pro: 3

2012, 2013, 2014
- Second-team All-Pro: 2

2011, 2017
- Difensore della NFC della settimana: 1

5ª del 2017
- Steve Largent Award: 1

2013
- Formazione ideale della NFL degli anni 2010
- 50 migliori giocatori del 50º anniversario dei Seahawks